# Сепино
Сепино (на италиански: Sepino) e село и община в Южна Италия, в провинция Кампобасо в регион Молизе.
Намира се на 20 km южно от Кампобасо. През 2008 г. има 2177 жители на площ от 62.6 km².
В древността се казва Сепинум. През 667 г. в Сепинум се заселват българи на каган (княз) Алцек.